# Liste der Michigan State Historic Sites im Oscoda County

Lage des Oscoda Countys in Michigan

Diese Liste der Michigan State Historic Sites im Houghton County nennt alle als Michigan State Historic Site eingestuften historischen Stätten im Oscoda County im US-Bundesstaat Michigan. Die mit † markierten Stätten sind gleichzeitig im National Register of Historic Places eingetragen.
| Name                      | Bild | Lage                                          | Ort | Eintrag seit  |
| ------------------------- | ---- | --------------------------------------------- | --- | ------------- |
| Oscoda County Courthouse† |      | 311 Morenci Ave (M-33) zwischen 10th und 11th | Mio | 13. Aug. 1971 |

## Belege
1. ↑  National Register Information System. In: National Register of Historic Places. National Park Service, abgerufen am 13. März 2009 (englisch).